# Lois Maynard
Lois Paul Maynard (Cheetham Hill, 22 gennaio 1989) è un calciatore inglese naturalizzato nevisiano, centrocampista del Radcliffe FC e della nazionale nevisiana.

## Biografia
È cugino di Marcus Rashford.

## Carriera

### Club
Gioca dal 2007 al 2009 al Daisy Hill. Nel 2009 si trasferisce al Chadderton. Nel 2011 passa al Flixton. Nel 2012 viene acquistato dal Winsford United. Nel 2013 si trasferisce all'Halifax Town. Nel 2015 viene acquistato dal Tranmere Rovers.

### Nazionale
Debutta in nazionale il 12 novembre 2015, in Andorra-Saint Kitts e Nevis.

## Statistiche

### Cronologia presenze e reti in nazionale
Aggiornato al 22 maggio 2023

| Cronologia completa delle presenze e delle reti in nazionale ― Saint Kitts e Nevis | Cronologia completa delle presenze e delle reti in nazionale ― Saint Kitts e Nevis | Cronologia completa delle presenze e delle reti in nazionale ― Saint Kitts e Nevis | Cronologia completa delle presenze e delle reti in nazionale ― Saint Kitts e Nevis | Cronologia completa delle presenze e delle reti in nazionale ― Saint Kitts e Nevis | Cronologia completa delle presenze e delle reti in nazionale ― Saint Kitts e Nevis | Cronologia completa delle presenze e delle reti in nazionale ― Saint Kitts e Nevis | Cronologia completa delle presenze e delle reti in nazionale ― Saint Kitts e Nevis |
| Data                                                                               | Città                                                                              | In casa                                                                            | Risultato                                                                          | Ospiti                                                                             | Competizione                                                                       | Reti                                                                               | Note                                                                               |
| ---------------------------------------------------------------------------------- | ---------------------------------------------------------------------------------- | ---------------------------------------------------------------------------------- | ---------------------------------------------------------------------------------- | ---------------------------------------------------------------------------------- | ---------------------------------------------------------------------------------- | ---------------------------------------------------------------------------------- | ---------------------------------------------------------------------------------- |
| 12-11-2015                                                                         | Andorra la Vella                                                                   | Andorra                                                                            | 0 – 1                                                                              | Saint Kitts e Nevis                                                                | Amichevole                                                                         | -                                                                                  |                                                                                    |
| 17-11-2015                                                                         | Tallinn                                                                            | Estonia                                                                            | 3 – 0                                                                              | Saint Kitts e Nevis                                                                | Amichevole                                                                         | -                                                                                  |                                                                                    |
| 27-3-2016                                                                          | Oranjestad                                                                         | Aruba                                                                              | 0 – 2                                                                              | Saint Kitts e Nevis                                                                | Q. Coppa dei Caraibi 2017                                                          | -                                                                                  |                                                                                    |
| 30-3-2016                                                                          | Basseterre                                                                         | Saint Kitts e Nevis                                                                | 1 – 0                                                                              | Antigua e Barbuda                                                                  | Q. Coppa dei Caraibi 2017                                                          | -                                                                                  |                                                                                    |
| 1-6-2016                                                                           | Basseterre                                                                         | Saint Kitts e Nevis                                                                | 1 – 0                                                                              | Suriname                                                                           | Q. Coppa dei Caraibi 2017                                                          | -                                                                                  |                                                                                    |
| 7-6-2016                                                                           | Kingstown                                                                          | Saint Vincent e Grenadine                                                          | 0 – 1                                                                              | Saint Kitts e Nevis                                                                | Q. Coppa dei Caraibi 2017                                                          | -                                                                                  |                                                                                    |
| 9-10-2016                                                                          | Remire-Montjoly                                                                    | Guyana francese                                                                    | 1 – 0                                                                              | Saint Kitts e Nevis                                                                | Q. Coppa dei Caraibi 2017                                                          | -                                                                                  |                                                                                    |
| 13-11-2016                                                                         | Basseterre                                                                         | Haiti                                                                              | 2 – 0 dts                                                                          | Saint Kitts e Nevis                                                                | Q. Coppa dei Caraibi 2017                                                          | -                                                                                  |                                                                                    |
| 4-6-2017                                                                           | Erevan                                                                             | Armenia                                                                            | 5 – 0                                                                              | Saint Kitts e Nevis                                                                | Amichevole                                                                         | -                                                                                  |                                                                                    |
| 7-6-2017                                                                           | Tbilisi                                                                            | Georgia                                                                            | 3 – 0                                                                              | Saint Kitts e Nevis                                                                | Amichevole                                                                         | -                                                                                  |                                                                                    |
| 10-9-2018                                                                          | Basseterre                                                                         | Saint Kitts e Nevis                                                                | 1 – 0                                                                              | Porto Rico                                                                         | CONCACAF Nations League 2019-2020 - Qualificazioni                                 | -                                                                                  | 50’                                                                                |
| 14-10-2018                                                                         | Anguilla                                                                           | Saint Kitts e Nevis                                                                | 10 – 0                                                                             | Saint-Martin                                                                       | CONCACAF Nations League 2019-2020 - Qualificazioni                                 | -                                                                                  | 45’                                                                                |
| 19-11-2018                                                                         | Basseterre                                                                         | Saint Kitts e Nevis                                                                | 0 – 1                                                                              | Canada                                                                             | CONCACAF Nations League 2019-2020 - Qualificazioni                                 | -                                                                                  |                                                                                    |
| 24-3-2021                                                                          | San Cristóbal                                                                      | Saint Kitts e Nevis                                                                | 1 – 0                                                                              | Porto Rico                                                                         | Qual. Mondiali 2022                                                                | -                                                                                  |                                                                                    |
| 28-3-2021                                                                          | Nassau                                                                             | Bahamas                                                                            | 0 – 4                                                                              | Saint Kitts e Nevis                                                                | Qual. Mondiali 2022                                                                | -                                                                                  |                                                                                    |
| 4-6-2021                                                                           | Basseterre                                                                         | Saint Kitts e Nevis                                                                | 3 – 0                                                                              | Guyana                                                                             | Qual. Mondiali 2022                                                                | -                                                                                  |                                                                                    |
| 8-6-2021                                                                           | Santo Domingo                                                                      | Trinidad e Tobago                                                                  | 2 – 0                                                                              | Saint Kitts e Nevis                                                                | Qual. Mondiali 2022                                                                | -                                                                                  | 45’                                                                                |
| 12-6-2021                                                                          | Basseterre                                                                         | Saint Kitts e Nevis                                                                | 0 – 4                                                                              | El Salvador                                                                        | Qual. Mondiali 2022                                                                | -                                                                                  | 79’                                                                                |
| 23-3-2023                                                                          | The Valley                                                                         | Saint-Martin                                                                       | 1 – 3                                                                              | Saint Kitts e Nevis                                                                | CONCACAF Nations League 2022-2023 - 1º turno                                       | -                                                                                  | 79’                                                                                |
| 28-3-2023                                                                          | Basseterre                                                                         | Saint Kitts e Nevis                                                                | 1 – 0                                                                              | Aruba                                                                              | CONCACAF Nations League 2022-2023 - 1º turno                                       | -                                                                                  | 73’, 84’                                                                           |
| 24-6-2023                                                                          | Fort Lauderdale                                                                    | Trinidad e Tobago                                                                  | 3 – 0                                                                              | Saint Kitts e Nevis                                                                | Gold Cup 2023 - 1º turno                                                           | -                                                                                  |                                                                                    |
| 28-6-2023                                                                          | Saint Louis                                                                        | Saint Kitts e Nevis                                                                | 0 – 6                                                                              | Stati Uniti                                                                        | Gold Cup 2023 - 1º turno                                                           | -                                                                                  |                                                                                    |
| 2-7-2023                                                                           | Santa Clara                                                                        | Giamaica                                                                           | 5 – 0                                                                              | Saint Kitts e Nevis                                                                | Gold Cup 2023 - 1º turno                                                           | -                                                                                  | 72’                                                                                |
| 8-9-2023                                                                           | Basseterre                                                                         | Saint Kitts e Nevis                                                                | 1 – 2                                                                              | Guadalupa                                                                          | CONCACAF Nations League 2023-2024 - 1º turno                                       | -                                                                                  |                                                                                    |
| 11-9-2023                                                                          | Gros Islet                                                                         | Saint Lucia                                                                        | 2 – 0                                                                              | Saint Kitts e Nevis                                                                | CONCACAF Nations League 2023-2024 - 1º turno                                       | -                                                                                  |                                                                                    |
| Totale                                                                             |                                                                                    | Presenze                                                                           | 25                                                                                 |                                                                                    | Reti                                                                               | 0                                                                                  |                                                                                    |

## Palmarès

### Club

#### Competizioni nazionali
- Northern Premier League: 1

Radcliffe: 2023-2024